# Perkins (Oklahoma)
Perkins es una ciudad ubicada en el condado de Payne en el estado estadounidense de Oklahoma. En el año 2010 tenía una población de 2831 habitantes y una densidad poblacional de 488,1 personas por km².

## Geografía
Perkins se encuentra ubicada en las coordenadas 35°58′36″N 97°01′55″O / 35.97667, -97.03194.

## Demografía
Según la Oficina del Censo en 2000 los ingresos medios por hogar en la localidad eran de $30,030 y los ingresos medios por familia eran $38,580. Los hombres tenían unos ingresos medios de $26,553 frente a los $20,761 para las mujeres. La renta per cápita para la localidad era de $14,955. Alrededor del 11.3% de la población estaban por debajo del umbral de pobreza.